# عطلة مصرفية
العطلة المصرفية، عطلة رسمية وطنية في المملكة المتحدة وباقي دول التاج الملكي. يشير المصطلح إلى جميع أيام العطل الرسمية في المملكة سواء ذكرت في النظام الأساسي أو تم الإعلان عنها بموجب مرسوم ملكي أو عقدها بموجب اتفاقية بموجب القانون العام. يستخدم المصطلح أيضا في العرف للإشارة إلى أيام العطل الرسمية في جمهورية أيرلندا.
يشير المصطلح إلى إقفال مؤقت للمصارف والبنوك لمدة معينة من الزمن في دولة ما، حيث يتوقف خلالها السحب أو الأيداع أو قبول الصكوك أو وثائق الشحن أو الخصم وغيرها من العمليات المصرفية الأخرى.
وتختلف مواعيد العطل المصرفية من دولة إلى أخرى، وهناك قوائم خاصة بمواعيد العطل المصرفية لمختلف البلدان.

## قائمة العطلات الرسمية
| التاريخ                 | الإسم                                        | إنجلترا ووالاس (8) | إسكتلندا (9) | إيرلندا الشمالية(10) | جمهورية ايرلندا (9) | جزيرة مان (10) | جيرسي (9) |
| ----------------------- | -------------------------------------------- | ------------------ | ------------ | -------------------- | ------------------- | -------------- | --------- |
| 1 يناير                 | رأس السنة الميلادية                          |                    |              |                      |                     |                |           |
| 2 يناير                 | 2 يناير                                      |                    |              |                      |                     |                |           |
| 17 مارس                 | يوم القديس باتريك                            |                    |              |                      |                     |                |           |
| الجمعة قبل عيد القيامة  | الجمعة العظيمة                               |                    |              |                      |                     |                |           |
| الأثنين بعد عيد القيامة | اثنين الفصح                                  |                    |              |                      |                     |                |           |
| أول اثنين من شهر مايو   | يوم مايو                                     |                    |              |                      |                     |                |           |
| 9 مايو                  | يوم التحرير                                  |                    |              |                      |                     |                |           |
| أخر إثنين في شهر مايو   | عطلة الربيع المصرفية/ عطلة نهاية شهر مايو    |                    |              |                      |                     |                |           |
| أول إثنين في شهر يونيو  | عطلة البنك في يونيو                          |                    |              |                      |                     |                |           |
| أول جمعة في شهر يونيو   | كأس جزيرة مان السياحية                       |                    |              |                      |                     |                |           |
| 5 يوليو                 | يوم تاينوالد                                 |                    |              |                      |                     |                |           |
| 12 يوليو                | معركة بوين                                   |                    |              |                      |                     |                |           |
| أول إثنين في أغسطس      | عطلة البنك الصيفية                           |                    |              |                      |                     |                |           |
| أخر إثنين في أغسطس      | عطلة نهاية الصيف للبنك/ عطلة البنوك في أغسطس |                    |              |                      |                     |                |           |
| أخر إثنين في أكتوبر     | عطلة البنك في أكتوبر                         |                    |              |                      |                     |                |           |
| 30 نوفمبر               | يوم القديس أندراوس                           |                    |              |                      |                     |                |           |
| 25 ديسمبر               | عيد الميلاد                                  |                    |              |                      |                     |                |           |
| 26 ديسمبر               | يوم الصناديق/ يوم القديس ستيفن               |                    |              |                      |                     |                |           |